# Исидор Карадимов
Исидор Карадимов (роден на 7 март 1997) е български режисьор, сценарист и продуцент. Известен е с филмите Цената на властта (2023) и Фабрика за кокошки (2024), както и с работата си по музикални видеоклипове.

## Биография
Роден е на 7 март 1997 г. в България. Завършва УНСС и ВУЗФ с магистратури в областта на бизнес журналистиката и управлението. Още в студентските си години се занимава с кино и видеоизкуство. През 2023 г. дебютира с пълнометражен игрален филм. Макар в публичното пространство да се споменава, че Карадимов е биологичен син на бивш политик, самият той подчертава, че никога не е поддържал връзка с него и не е получил никаква подкрепа – нито лична, нито професионална. Той заявява, че е изградил кариерата си напълно самостоятелно, без чужда намеса.

## Кариера
Първият му филм, Цената на властта (2023), е политически трилър, който разглежда теми като корупция и морална разруха. През 2024 г. режисира романтичната комедия Фабрика за кокошки. През 2025 г. се очаква премиерата на драмата Майната ти, любов.
Работи и като режисьор на музикални видеоклипове на български изпълнители. През 2021 г. създава първия музикален видеоклип в България, заснет и публикуван в HDR формат.

## Външни връзки
Profilms.bg – Профил на режисьора
ж